# Valvola termostatica
La valvola termostatica è un dispositivo composto da una valvola autoregolante alla quale è associato un termostato che ha lo scopo di regolare l'apertura della valvola tenendo conto della temperatura ambientale.

## Funzionamento
La valvola termostatica può essere utilizzata in circuiti di raffreddamento o in circuiti di riscaldamento:
- Nel caso di utilizzo in circuiti di raffreddamento, l'apertura della valvola sarà minore in corrispondenza di valori di temperatura più bassi e maggiore in corrispondenza di valori di temperatura più elevati. Sarà quindi completamente chiusa (non permettendo il passaggio del fluido) per temperature sotto la soglia d'intervento e aperta fino a una determinata corsa (permettendo il passaggio di una certa corrente di fluido di portata variabile in base alla sua temperatura) per temperature ritenute ottimali per l'impianto specifico.
- Nel caso invece di circuiti di riscaldamento il suo funzionamento sarà inverso, per cui l'apertura della valvola sarà maggiore in corrispondenza di valori di temperatura più bassi e minore in corrispondenza di valori di temperatura più alti.

## Applicazioni

### Impianti di riscaldamento

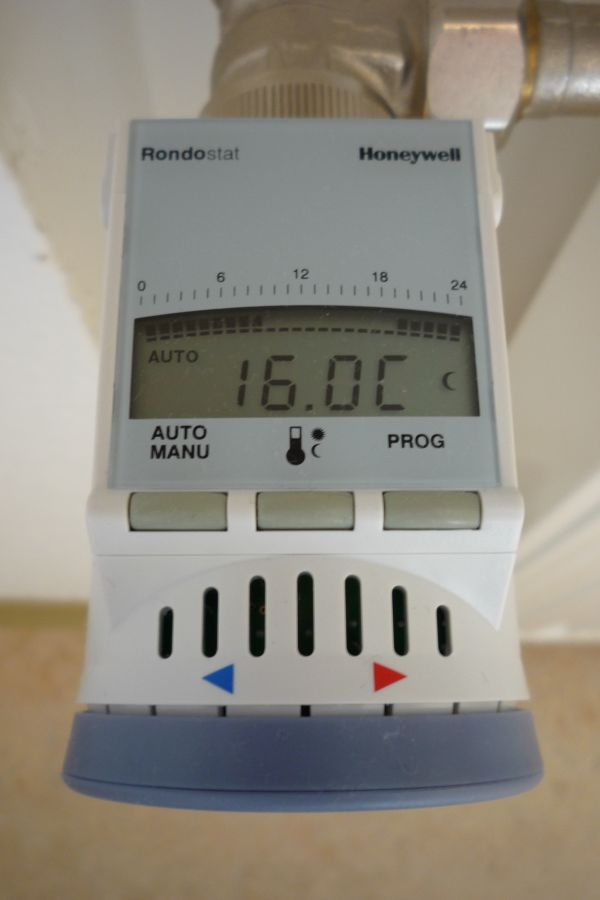
Valvola termostatica elettronica della Honeywell serie Rondostat, visualizzatore a barre e riscaldamento e risparmio (sopra), indicazione temperatura digitale (centro) e manopola per regolazione temperatura (sotto)

Negli impianti di riscaldamento le valvole termostatiche vengono usate sui caloriferi (radiatore o termosifoni) per regolare il flusso d'acqua calda negli stessi in base alla temperatura richiesta dall'ambiente allo scopo di ridurre i consumi di energia (fino al 17% annuo) e le emissioni di CO2 (di almeno 280 kg/anno)  e migliorare il comfort stabilizzando la temperatura a livelli diversi nei diversi locali a seconda delle necessità.
In Italia, a partire dal 2007, è richiesta l'installazione di valvole termostatiche a bassa inerzia termica su tutti i radiatori, per poter usufruire dell'ecobonus del 65% nel caso di riqualificazione dell'impianto termico, in abbinamento ad una caldaia a condensazione. Per bassa inerzia termica si intende un tempo di risposta inferiore a 40 min.
A partire dal 2012 sono disponibili in commercio tipi di valvole termostatiche elettroniche, che rilevano automaticamente la temperatura e contengono impostazioni specifiche per programmare i singoli radiatori a diverse temperature ed in momenti diversi della giornata, permettendo un migliore controllo del risparmio d'energia e un'ulteriore riduzione della CO2 prodotta.
Quando la valvola funziona rilevando la temperatura dell'aria circostante, è importante assicurarsi che la valvola non sia coperta da altro materiale (come ad esempio le tende). 

### Raffreddamento indiretto nei motori a combustione interna
Il suo compito, ad esempio in un motore a combustione interna con raffreddamento a liquido o per meglio dire indiretto, è esattamente quello di portare alla temperatura di regime la singola unità termica (o anche più di una) nel minore lasso di tempo possibile, riducendo al minimo il quantitativo di calore asportato dal liquido, per via della sezione di passaggio ridotta, e mantenere l'unità a tale temperatura deviando solo il flusso necessario di liquido verso il radiatore.
Appare evidente come sia necessario che, raggiunto un fissato livello termico massimo di progetto x, variabile a seconda del motore, la valvola non debba incrementare esageratamente la portata del fluido diretta attraverso il radiatore, perché si avrebbe un effetto controproducente sul piano prestazionale, in quanto una maggiore asportazione di calore equivale a una maggiore dispersione d'energia, riducendo la capacità di lavoro del motore, basti pensare che in un motore a combustione interna solo il 30% circa dell'energia termica prodotta viene trasformata in energia utile.
Un altro fattore importante è dato dalla soglia d'apertura, visto che con una soglia troppo bassa si rischia di danneggiare il motore, portando a una ridotta dilatazione del cilindro, rischiando il grippaggio, mentre con una temperatura troppo elevata si ha un'eccessiva dilatazione del cilindro e si ha un calo di potenza. L'usura progressiva del termostato dovuta alla sua età può interferire col suo corretto funzionamento.

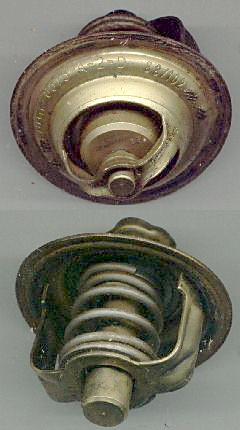
Valvola termostatica per automobili
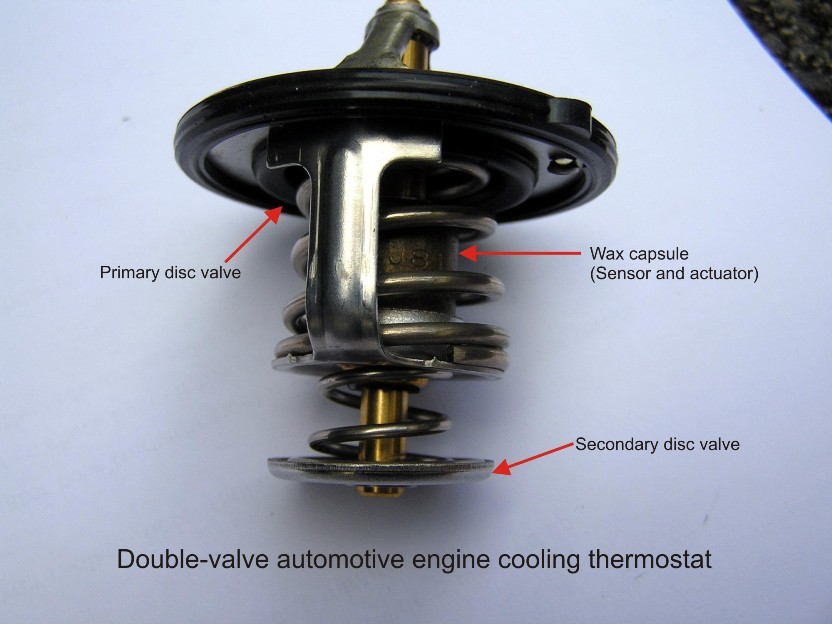
Doppia valvola termostatica per automobili

#### Malfunzionamento
La valvola termostatica può non funzionare per vari motivi:
- Sporcizia, la sporcizia nel liquido di raffreddamento si può depositare sulla valvola termostatica, e se si interpone tra le due parti mobili la valvola può non chiudere più ermeticamente o far scorrere del liquido in eccesso, portando ad avere temperature più basse del normale.
- Rottura o deformazione, la rottura della valvola termostatica può comportare la mancata chiusura della stessa, con un eccessivo passaggio di liquido dal motore al radiatore e una temperatura molto bassa, che varia in continuazione a seconda delle condizioni operative anche di diverse decine di gradi. Inoltre, la molla che comprime la valvola in posizione chiusa può, a causa dell'usura dovuta all'età, deformarsi permanentemente e perdere la tensione originale, determinando l'apertura prematura della valvola a una temperatura inferiore rispetto a quella originaria di progetto, rendendo lento e difficoltoso il raggiungimento della temperatura di esercizio del motore in particolare a veicolo in movimento (o, sulle auto che hanno il condensatore montato davanti al radiatore, ad auto ferma con il climatizzatore acceso).
- Bloccaggio, con il bloccaggio della valvola si ha l'interruzione o un'elevata riduzione del passaggio del liquido dal motore al radiatore, portando a temperature più alte. Questo fenomeno è molto raro e, nel caso la valvola sia posizionata a metà del tubo diretto al radiatore o sul radiatore, può portare all'esplosione o rottura del tubo e perdita del liquido di raffreddamento. La rottura si può notare per via del rumore che fa pensare all'esplosione di uno pneumatico; inoltre l'indicatore della temperatura torna in poco tempo a zero.

### Chiudiporta
Le valvole termostatiche sono utilizzate anche nei chiudiporta, queste sono composte da una vite in acciaio con la punta in plastica conica sensibile alle temperature, questa particolarità permette una costante regolazione delle velocità in chiusura grazie all'autoregolazione tra estate e inverno della valvola.
Queste variazioni di velocità, che potrebbero verificarsi tra inverno ed estate, sono da attribuire al cambiamento di viscosità dell'olio contenuto all'interno dei chiudiporta.